# The Grates
The Grates est un groupe de rock indépendant australien, originaire de Brisbane. Ils attirent l'intérêt national après la diffusion d'une démo de leur single Trampoline (2004) sur la chaine de radio Triple J. Leurs deux premiers albums, Gravity Won't Get You High (2006) et Teeth Lost, Hearts Won (2008), atteignent le top 10 de l'ARIA Albums Chart. 
Skyring part en 2010 pour devenir chef, et est remplacé à la batterie par Ben Marshall pour leur troisième album, Secret Rituals (2011), qui atteint la 11e place en Australie. Le quatrième des Grates, Dream Team (2014), est enregistré avec un nouveau batteur, Richard Daniell. Depuis mai 2012, Hodgson et Patterson sont aussi propriétaires d'un café-bar appelé Southside Tea Room, situé à Morningside, dans le Queensland ; le couple se marie en novembre la même année.

## Biographie

### Débuts
The Grates sont formés en 2002 à Brisbane par Patience Hodgson au chant, John Patterson à la guitare et aux chœurs, et Alana Skyring à la batterie. Patterson et Skyring ont étudié à l'Alexandra Hills State High School. En 1999, ils font la rencontre de l'étudiant de la Cleveland State High School, Hodgson,.
Hodgson découvre sa voix lors d'un karaoké dans un bar, où elle chante A Whole New World (du film Aladdin). Selon Patterson, la nouvelle version était « plus que stellaire. » Les trois regardaient l'émission Rage en 2002 lorsqu'ils ont décidé de former un groupe. Après plusieurs répétitions, Hodgson, et son futur compagnon, voyagent en Écosse pendant un an, alors qu'ils prévoyaient à cette période de former un duo, Prix Divers. Hodgson, Patterson et Skyring gardent contact et échangent des idées de morceaux. Patterson et Skyring ont joué dans d'autres groupes, Zombie Crime Boss et Clifton, ensemble ou chacun de leur côté.
Une fois rentré en Australie, Hodgson rejoint Patterson et Skyring pour des répétitions dans le jardin des Patterson. Patterson décrit les rôles dans le groupe, « Patience ne savait pas jouer d'un instrument, alors elle est devenue chanteuse. j'en avais marre de jouer du clavier, alors je me suis mis à la guitare, et Alana joue de la batterie quand elle veut. » Ils choisissent délibérément de ne pas recruter de bassiste définitif, d'après Craig Mathieson de The Age, ce qui indique qu'« ils se fichent des conventions. » Ils jouent sous différents noms chaque soir – le public pensait avoir affaire à un nouveau groupe plutôt qu'avec le même « merdique ». En janvier 2004, ils jouent pour la première fois sous le nom de Grates ; au bar Ric's de Brisbane.
Plus tard en 2004, ils envoient une démo, Trampoline, à la chaine de radio australienne, Triple J, qui s'accompagne d'une biographie écrite et d'un article de presse. L'enregistrement s'est fait avec un enregistreur cassette huit têtes et deux microphones bas de gamme chez Patterson ; elle est régulièrement diffusée sur Triple J,. Mathieson décrit le single comme « un mantra pop kinétique [...] » Trampoline est utilisée dans une publicité pour les Just Jeans "Shortcuts". En 2004, ils jouent en soutien à Rocket Science, the Tremors, TISM et Regurgitator,.
Le groupe possède un style qui lui est propre. Pendant leurs premières années, leurs sets étaient écrits lors de répétitions, « Hodgson composait les paroles sur le tas, d'abord plus intéressé par les mélodies que par les mots. » Les trois membres créent eux-mêmes leurs couvertures et t-shirts. Ils publient quelques extended plays : The Grates, (2002), Crocodile (2003), Black Dog Black Dog (2004), Pyrate Kids (2004) et Ssh (2004). Ils publient l'EP quatre titres, The Ouch. The Touch., chez Dew Process, le 14 février 2005. Il est publié au Royaume-Uni deux mois plus tard au label Captains of Industry. The Ouch. The Touch atteint le top 100 de l'ARIA Singles Chart. En 2005, ils jouent aux Big Day Out, Meredith Music Festival, Splendour In the Grass, Falls Festival et Homebake. Ils jouent avec the Go! Team à leur tournée à la fin 2005 et au début 2006.

### Gravity Won't Get You High

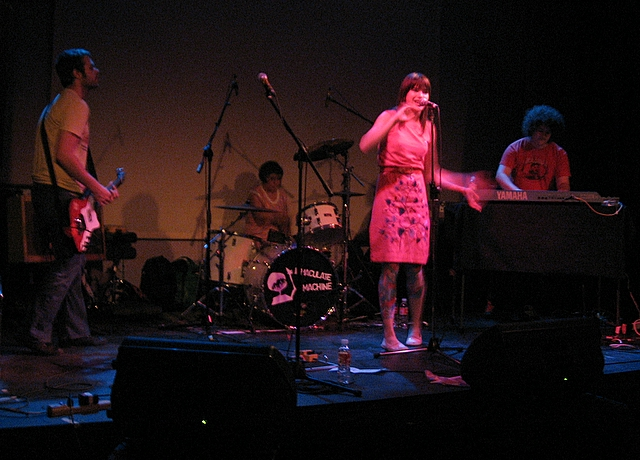
The Grates, au Main Hall, à Montréal, en juin 2006. De gauche à droite : John Patterson, Alana Skyring, Patience Hodgson, et Dan Condon.

Le 8 avril 2006, ils publient leur premier album, Gravity Won't Get You High, qui atteint la neuvième place de l'ARIA Albums Chart. Il est enregistré à Chicago avec Brian Deck (Holopaw, Iron and Wine, Josh Ritter) à la production,. Il est publié au Royaume-Uni et aux États-Unis en juin.
Le single principal, 19 20 20, est publié en mars 2006 comme 45 tours et en téléchargement payant. Il est suivi par Silence Is Golden (septembre 2006), qui atteint le top 60 de l'ARIA Singles Chart. Le troisième single, Rock Dogs, est publié plus tard dans l'année. Quatre des morceaux de l'album sont listés dans le Triple J Hottest 100, 2006 : Lies Are Much More Fun (71e), Inside Outside (42e), Science is Golden (17e) et 19 20 20 (10e). En 2006, ils jouent au Big Day Out (partie australienne), tournent en tête d'affiche pendant six mois, jouant en soutien à Sleater-Kinney à leur tournée australienne, avec Zutons au Royaume-Uni, en soutien aux Young Knives, puis avec Arctic Monkeys. Le 13 octobre 2006, ils jouent au Forum Theatre, de Melbourne, qui est publié comme DVD, Til Death Do Us Party, le 30 avril 2007.

### Teeth Lost, Hearts Won
Le deuxième album des Grates, Teeth Lost, Hearts Won, est publié le 2 août 2008, et atteint la 6e place des classements australiens. Son premier single, Burn Bridges, est publié en juillet 2008, et atteint le top 100. Il est suivi par Aw Yeah (octobre 2008). The Grates sont listés dans le Triple J Hottest 100, 2008 avec trois morceaux : Burn Bridges (34e), Aw Yeah (80e) et Carve Your Name (83e). À la mi-2009, The Grates traversent New York pour jouer et continuer d'écrire pendant six mois. Skyring quitte le groupe en 2010 pour étudier à l'Institute of Culinary Education, New York.

## Discographie

### Albums studio
- 2006 : Gravity Won't Get You High
- 2008 : Teeth Lost, Hearts Won
- 2011 : Secret Rituals
- 2014 : Dream Team

### EP
- 2002 : The Grates
- 2003 : Crocodile
- 2003 : Black Dog Black Dog
- 2003 : Pyrate Kids
- 2005 : The Ouch. The Touch.

### Singles
- 2004 : Nightstick + Grates (vinyle double face A)
- 2005 : Sukkafish (45 tours)
- 2006 : 19-20-20 (45 tours)
- 2006 : Science is Golden

### DVD
- 2007 : Til Death Do Us Party: Live at the Forum

## Récompenses et nominations
- 2006 : Australian Music Prize - meilleur album contemporain (Gravity Won't Get You High)
- 2006 : Jack Awards - meilleur nouveau groupe
- 2006 : Triple J J Award
- 2006 : ARIA Awards - Breakthrough Artist - album
- 2006 : ARIA Awards - meilleure couverture